# Avesta
Pour les articles homonymes, voir Avesta (homonymie).

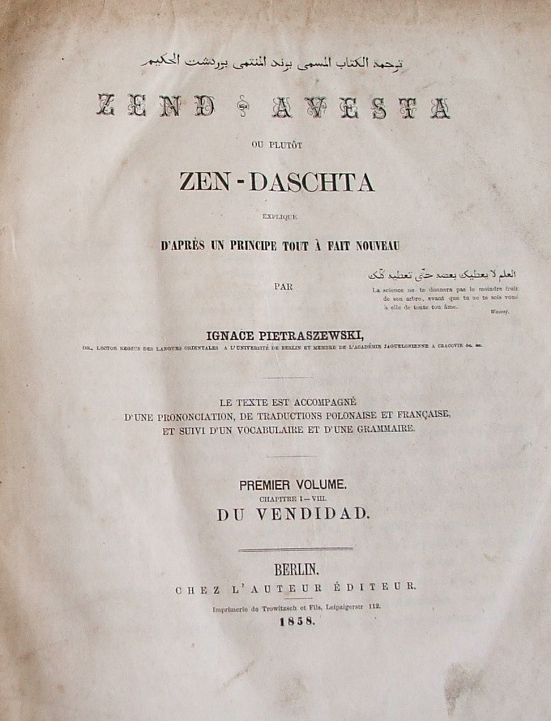
Page de titre de la traduction française par Ignace Pietraszewski, Berlin, 1858.

L'Avesta (du pahlavi abestāg) (en persan et kurde avesta) est l'ensemble des textes sacrés de la religion mazdéenne et forme le livre sacré, le code sacerdotal des zoroastriens. Il est parfois connu en Occident sous l'appellation erronée de Zend Avesta. Les parties les plus anciennes, celles des gathas, sont dans une langue aussi archaïque que celle du Rig Veda (le sanskrit védique), le « gathique », les autres en avestique tardif. L'ensemble est écrit en alphabet avestique.

## Composition
Du texte initial qui comptait 21 livres (nask), seul le quart, ce qui représente un millier de pages, a été transmis jusqu'à nous : les autres livres ont disparu ou ont été détruits à l'époque des conquêtes d'Alexandre, lors de l'incendie de la bibliothèque de Persépolis et lors des invasions arabo-musulmanes au VIIe siècle.
L'Avesta (« Éloge ») actuel comprend les parties suivantes :
- I. Yasna (« Sacrifice »). 72 chapitres (hâds). C'est un recueil de textes appartenant au rituel du culte zoroastrien, avec des directives données aux prêtres et aux fidèles pour être purs. Manière d'adorer Dieu, il relate l'histoire de quelques prophètes révélant une morale allant dans ce sens. Les chants composés par Zarathustra lui-même forment 17 gâthâs (chants), écrits en vieil-avestique, et se lisent en Yasna 28-34, 43-46, 47-50, 51, 53[2] ;
- II. Visprad (Vispered, « Toutes les normes », « [Prière à] tous les protecteurs »). Il compte 34 sections (kardag), complément au Yasna, « petit recueil de lois et de textes liturgiques », appels aux seigneurs qui président aux destinées. Il réunit l'ensemble des lois qui doivent être pratiquées par les zoroastriens ;
- III. Korda Avesta (Xorda Avesta, « Petit Avesta », « Avesta bref »). Ce sont des morceaux extraits des Yashts. Cette partie comprend Niyâyishns (Nyayishs, « Éloges », 5 « prières de louange et de bénédiction de caractère privé »[3], Gāhs (« Moments »), Âfrinagâns (« Bénédictions ») ;
- IV. Sīrōza(Sirozah, « Trente jours »), « prière composée de trente invocations adressées à Dieu pour se protéger de ses ennemis lors des guerres, réussir lors d'une épreuve, etc. ;
- V. Yashts (« Hymnes sacrificiels »). Cette partie compte 21 cantiques. « Cantiques accompagnant les sacrifices, composés à la louange des principales divinités, dont Ahura Mazdâ, les Amesha Spenta, Anahita, le Soleil, la Lune ;
- VI. Vidēvdād (Vendidad, « La loi contre les méchants », « Loi de rupture avec les démons »). 20 chap. « Collection de lois religieuses, avec des légendes et mythes anciens comme des histoires de prophètes » ;
- VII. Divers fragments. 1 : Nīrangistān, un code rituel. 2 : Pursišnīhā (Questions), petit catéchisme mazdéen. 3 : Aogəmadāēčā (Agémodaêsha, « Nous acceptons »), une « antique liturgie funèbre ». 4 : Hādōxt Nask (Hadhôkht Nask, « Livre des écritures »), une « description du voyage de l'âme vers le ciel »).

## Datation
L'Avesta ancien comprend les Gâthâs de Zarathoustra (Avesta 28-34, 43-51, 53) (vers 1000 av. J.-C. ?), Yasna Haptahâiti (« Sacrifice en sept chapitres », Yasna 35-41) et les quatre prières de Yasna 27. L' Avesta récent réunit Yasht, Visprad (Vespered), Vidêvdâd (Vendidad), Korda Avesta.
Selon Karl Friedrich Geldner, « nous ne possédons plus les textes originaux et authentiques de l'Avesta, à l'exception des Gâthâs (composés vers l'an 1000 avant notre ère) et de quelques Yashts (vers 700-600) ». « La datation haute fait correspondre l'Avesta à une période antérieure au VIe siècle avant notre ère. Elle établit une certaine synchronie entre la composition des textes et les Empires mède [612-550] et achéménide [550-330]. La datation basse, qui n'est plus guère représentée, est la période postérieure à ces dates : elle place les Gâthas au milieu du VIe siècle av. J.-C. et les Yasht au milieu du Ve siècle av. J.-C. Skjaervø est partisan d'une datation ultra-haute, puisqu'il situe les Gâthâs en 1700 avant notre ère et les textes des Yashts en 900 avant notre ère. »
Jean Kellens (1996) : « On peut distinguer au moins trois strates. 1. L'Avesta ancien, qui constitue le noyau du Yasna, a pu être composé entre 1500 et 550 avant l'ère commune. 2. Un 'vieil' Avesta récent (certaines parties du Yasna et des Yashts) à situer entre 850 et l'expédition d'Alexandre [330 av. J.-C.]. 3. Un 'jeune' Avesta récent (peut-être le Vidêvdâd et le Xorda Avesta) qui a pu être composé entre Alexandre et 400 de l'ère commune… Les plus vieux textes avestiques ont dû être composés, mettons, entre 1200 et 800 avant l'ère commune. » Jean Kellens croit pouvoir « placer Zarathustra aux alentours de l'an mil avant notre ère ».
L'Avesta a pu être mis par écrit sous Darius Ier, roi de Perse de 522 à 486 av. J.-C., ou sous Shapur II, roi sassanide de 310 à 379, ou sous Khosro Ier, roi sassanide de 531 à 579 (selon Bailey en 1943, pour l'Avesta sassanide).

## Redécouverte et premières études en Occident
En 1723, un Parsi de Surate offre un manuscrit à un marchand anglais, qui le fait parvenir à la bibliothèque Bodléienne d'Oxford. Le texte n'est cependant ni entier ni compréhensible sans le consentement du clergé parsi. En 1754, le Français Anquetil Duperron (1731-1805), mû par un profond intérêt pour les langues orientales, s'engage à vingt-trois ans dans les troupes de la Compagnie des Indes et s'embarque pour Pondichéry espérant pouvoir trouver les écrits de Zoroastre. Anquetil, après avoir traversé à grand risque une Inde déchirée par la guerre franco-anglaise, vainc les réticences de la communauté parsie de Surate, se fait montrer les manuscrits et expliquer leur écriture et leur langue. De retour en France, le 15 mai 1762, il dépose à la Bibliothèque du roi cent quatre-vingts manuscrits. L'analyse de ces documents dure encore dix ans : sa traduction de l'Avesta, le livre réputé de Zoroastre, paraît en 1771.

« C’est au philologue et théologien allemand Martin Haug que l’on doit le premier essai d’interprétation du contenu religieux de l’Avesta. Son titre de référence, Essays on the Sacred Language, Writings and Religion of the Parsis, paru en 1862 à Bombay est extrêmement parlant : il y a une religion et une langue à deux niveaux (le vieil avestique et l’avestique récent) véhiculées par des écrits. La « sacralité », notion très perturbante que Haug introduit, évoque l’idée d’un corpus où est exposée une doctrine. Or ce n’est pas du tout le cas. Il a été le premier à reconnaître que l’Avesta n’était pas un livre unitaire. C’est avec ses moyens de théologien qu’il va tenter de concilier l’unité et la diversité de l’Avesta en situant ses différents livres l’un par rapport à l’autre : Le Yasna, est l’écrin de la partie ancienne de l’Avesta, c'est-à-dire les Gāthās, « les chants », œuvre effective de Zoroastre. Ils sont monothéistes aux yeux de Haug, tandis que le Vidēvdād est un livre dualiste qui oppose à Ahura Mazdā le mauvais esprit, Aŋgra Mainiiu, et les Yašts sont clairement polythéistes. Voici comment Haug va s’efforcer de réintroduire de l’unité dans ceci : le Vidēvdād serait l’œuvre de disciples incompétents qui ont fini par confondre la philosophie dualiste de Zoroastre (elle attribue l’existence du Mal à un esprit inhérent à dieu et à l’homme) avec une théologie monothéiste. Quant aux Yašts polythéistes, ce serait l’œuvre de poètes ou de bardes qui ont orné leur « poésie héroïque » par une référence à des divinités anciennes. »

— Jean Kellens, 2010

## Traductions françaises
- Abraham Hyacinthe Anquetil-Duperron, Zend Avesta, ouvrage de Zoroastre contenant les idées théologiques, physiques et morales de ce législateur, les cérémonies du culte religieux qu'il a établi, et plusieurs traits importants relatifs à l'ancienne histoire des Perses, 1771, 3 in-4° (Discours préliminaire réédité en 1997) [lire en ligne] [lire en ligne] [lire en ligne]
- Charles de Harlez, Avesta. Livre sacré du zoroastrisme. Traduit du texte zend, Maisonneuve, 1881 [lire en ligne]
- James Darmesteter, Le Zend-Avesta, 1892-1893, 3 t., rééd. anastatique Adrien Maisonneuve, 1960
- Guy Rachet, Zoroastre. Avesta. Le livre sacré des anciens Perses, présentation et notes de Guy Rachet, Sand et Tchou, 1996, 312 p[12].) Reprise partielle de la traduction de Charles de Harlez.
- Pierre Lecoq, Les livres de l’Avesta. Textes sacrés des Zoroastriens, Paris, Éditions du Cerf, 2016, 1366 p.[13]